# お笑いTVオンデマンド
お笑いTVオンデマンド（おわらいTVオンデマンド）は、株式会社ソネット・メディア・ネットワークスが運営するお笑いに特化した動画配信メディア。

## 概要
2018年3月にサービスを開始。オリジナルのお笑いネタ動画の政策及び著作権管理をする株式会社メディアブレスト社、株式会社コンテンツリーグが提供・販売するDVDに収録されているコンテンツを配信している。

### 視聴方法
非会員でも一部の動画を視聴することができる。すべての動画を視聴するためには定額制の会員登録が必要となる。

## 配信コンテンツ
主にお笑い芸人の単独ライブなどを収録したDVDや、独自に撮影したライブのネタ。配信されている芸人は主に吉本興業に所属する芸人を除く。これは、よしもとクリエイティブ・エージェンシーが運営している動画配信サービスYNN（よしもとネタネットワーク）が存在するためである。

### 配信されている芸人の所属事務所一覧
プロダクション人力舎／太田プロダクション／松竹芸能／タイタン／サンミュージック／ワタナベエンターテインメント／マセキ芸能社／ホリプロコム／ケイダッシュステージ／WAHAHA本舗／グレープカンパニー／トゥインクルコーポレーション／アミーパーク／ナチュラルエイト／プライム／SMA／FM3／ASH&Dコーポレーション